# 저우띠엥현
저우띠엥현(베트남어: Huyện Dầu Tiếng / 縣油汀)은 베트남 남동부 지방 빈즈엉성의 현이다.

## 행정 구역
저우띠엥현은 1시진, 11사를 관할하고 있다.

### 시진
- 저우띠엥 시진 (Thị trấn Dầu Tiếng, 油汀市鎭)

### 사
- 안럽 사 (Xã An Lập, 安立社)
- 딘안 사 (Xã Định An, 定安社)
- 딘히엡 사 (Xã Định Hiệp, 定協社)
- 딘타인 사 (Xã Định Thành, 定城社)
- 롱호아 사 (Xã Long Hòa, 隆和社)
- 롱떤 사 (Xã Long Tân, 隆新社)
- 민호아 사 (Xã Minh Hòa, 明和社)
- 민떤 사 (Xã Minh Tân, 明新社)
- 민타인 사 (Xã Minh Thạnh, 明盛社)
- 타인안 사 (Xã Thanh An, 清安社)
- 타인뚜옌 사 (Xã Thanh Tuyền, 清泉社)